# Ад-Даракутни
Абу́-ль-Ха́сан Али́ ибн У́мар ад-Да́ракутни (араб. أبو الحسن علي بن عمر الدارقطني‎; 918, Багдад — 995, Багдад) — мусульманский учёный, мухаддис.

## Биография
Его полное имя: Абу-ль-Хасан Али ибн Умар ибн Ахмад ибн Махди ибн Масуд ибн ан-Нуман ибн Динар ибн Абдуллах аль-Багдади ад-Даракутни. Он родился в 306 году хиджры в Багдаде, в районе «Дар аль-Кутн» (араб. دار القطن‎), из-за чего и получил такую нисбу.
С детства обучался у Абуль-Касима аль-Багави, Абу Бакра ибн Абу Давуда, Абу Бакра ибн Зияда ан-Найсабури, Абу Убейда аль-Касима (его брат) и многих других улемов. Посещал Абу Бакра аш-Шафии и Ибн аль-Музаффара. Повзрослев, отправляется в Шам и Египет, где обучается у Ибн Хаявейха ан-Найсабури, Абу ат-Тахира аз-Захли, Абу Ахмада ибн ан-Насиха и у многих других учёных того времени.
Благодаря своим глубоким познаниям ад-Даракутни становится известным имамом, знатоком хадисов и их передатчиков, методов чтений Корана (кираат) и их путей, фикха, разногласий (ихтиляф) и других мусульманских наук. Ад-Даракутни первым написал труд о методах чтения Корана (кираат), читал Коран Абуль-Хусейну Ахмаду ибн Баваяну, Абу Бакру ан-Наккашу, Ахмаду ибн Мухаммаду ад-Дибаджи. Изучал семь чтений Корана (хуруф ас-саб‘а) у Абу Бакра Ибн Муджахида. От ад-Даракутни передавали хадисы аль-Хаким ан-Найсабури, хафиз Абдуль-Гани аль-Азди, Абу Хамид аль-Исфараини, Абу Нуайм аль-Исфахани и другие люди из Багдада, Дамаска и Египта.
Сказал Абу Абдуррахман ас-Сулами (как передаёт аль-Хаким):

Свидетельствую пред Аллахом, воистину, не было на земле человека, который бы сравнился с ад-Даракутни в знании хадисов Посланника Аллаха, (ﷺ), а также его сподвижников, табиинов и их последователей.
Оригинальный текст (ар.)وقال أبو عبد الرحمن السلمي فيما نقله عنه الحاكم : وقال : شهدت بالله إن شيخنا الدارقطني لم يخلف على أديم الأرض مثله في معرفة حديث رسول الله صلى الله عليه وسلم وكذلك الصحابة والتابعين وأتباعهم , قال : وتوفي يوم الخميس لثمان خلون من ذي القعدة من سنة خمس وثمانين وثلاث مائة وكذا أرخ الخطيب وفاته .

Согласно словам ас-Сулами, ад-Даракутни скончался в месяц зу-ль-Када 385 года по хиджре, так же сообщает и аль-Хатиб аль-Багдади.
Говорит аль-Хатиб в биографии ад-Даракутни:

Рассказал мне Абу Наср Али ибн Хибатуллах ибн Макула: «мне предвиделось будто я спрашивал о положении ад-Даракутни в День Воскресения и сказано было мне: этот будет зваться в Раю „имамом“».
Оригинальный текст (ар.)وقال الخطيب في ترجمته : حدثني أبو نصر علي بن هبة الله بن ماكولا , قال : رأيت كأني أسأل عن حال الدارقطني في الآخرة , فقيل لي : ذاك يدعى في الجنة الإمام .

## Воззрения
Передаётся от ад-Даракутни, что он сказал: «Более всего я ненавижу науку калам»
Когда люди поспорили о том, кто же достойнее: Усман ибн Аффан или Али ибн Абу Талиб и обратились за фетвой к ад-Даракутни, он сказал:

‘Усман достойнее, чем Али по единогласному соглашению сподвижников Посланника Аллаха, (ﷺ), это слово приверженцев Сунны, и это первое, что вводит в отклонение (от истины).
Оригинальный текст (ар.)وقال الدارقطني : اختلف قوم من أهل بغداد , فقال قوم : عثمان أفضل , وقال قوم : علي أفضل , فتحاكموا إلي , فأمسكت , وقلت : الإمساك خير , ثم لم أر لديني السكوت , وقلت للذي استفتاني : ارجع إليهم , وقل لهم : أبو الحسن يقول : عثمان أفضل من علي باتفاق جماعة أصحاب رسول الله صلى الله عليه وسلم , هذا قول أهل السنة , وهو أول عقد يحل في الرفض .